# Slyšící dítě neslyšících rodičů

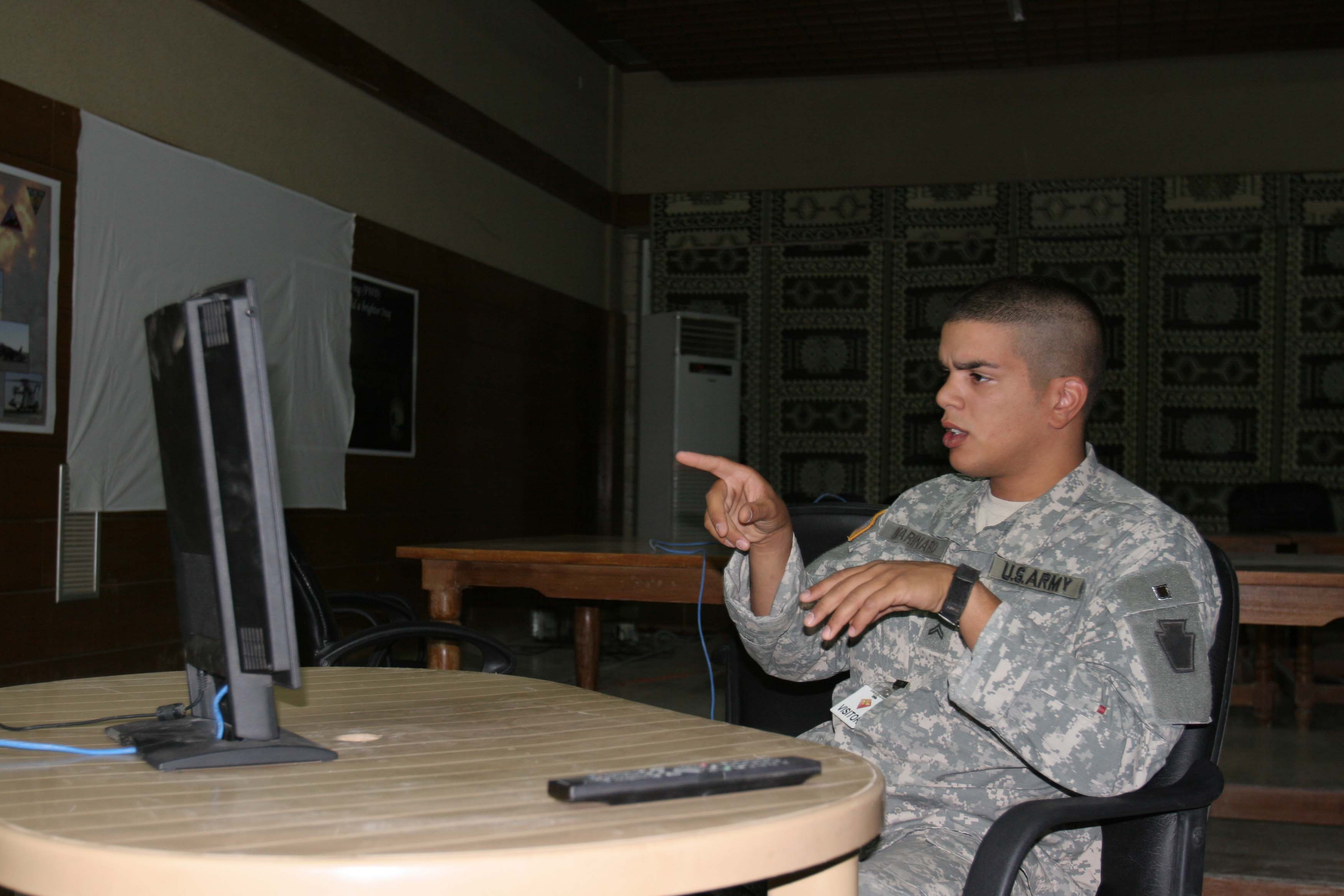
Coda komunikuje s rodiči pomocí video technologie

Slyšící dítě neslyšících rodičů, známé pod anglickou zkratkou coda (child of deaf adult), je osoba, která vyrůstala v rodině, kde je jeden z rodičů (případně oba) neslyšící. S tímto termínem přišel Millie Brother a založil organizaci CODA, která slouží jako centrum pro děti neslyšících rodičů. Organizace také pomáhá orientovat se a existovat bikulturně v obou světech – slyšících i neslyšících. Coda pro své rodiče slouží jako most mezi slyšící a jejich neslyšící komunitou.
Až 90 procent dětí, které se narodí neslyšícím rodičům, jsou slyšící. To vede ke značné rozšířenosti coda komunity po celém světě. Zkratka koda (Kid of Deaf Adult) je někdy využívána pro děti neslyšících rodičů, které jsou mladší 18 let.

## CODA Organizace v zahraničí
Millie Brother založil organizaci CODA (Děti neslyšících dospělých) v roce 1983 jako neziskovou organizaci pro slyšící syny a dcery neslyšících rodičů. První výroční konference se konala v roce 1986 ve Fremontu v Kalifornii. O konference začal být větší zájem i v mezinárodním měřítku a začali na ní přijíždět účastníci z celého světa. CODA organizace si klade za cíl zvýšit povědomí o jedinečných zkušenostech a řeší otázky vyrůstání mezi těmito dvěma kulturami. Poskytuje fórum pro coda osoby, aby mohli diskutovat o problémech a zkušenostech s ostatními coda.
Bez ohledu na mluvený nebo znakový jazyk, CODA organizace věří, že pocity a zkušenosti , které coda osoby prožívají přináší právě dvojitý vztah těchto dvou rozdílných kultur. CODA organizace poskytuje vzdělávací příležitosti a propaguje svépomoc. Také slouží jako útočiště pro coda osoby, které vyrůstají ve dvou prostředích. V tom, ve kterém se znakuje a v tom, ve kterém se neznakuje.
Existují různé podpůrné skupiny pro neslyšící rodiče, kteří se zajímají o výchovu svých slyšících dětí a také podpůrné skupiny pro dospělé coda osoby. Organizace KODAheart poskytuje vzdělávací a rekreační zdroje pro neslyšící rodiče a slyšící děti prostřednictvím vzdělávací webové stránky a vyskakovacích táborů. Pro koda bylo zřízeno několik táborů
- Kemp Mark Seven, který byl založen jako první tábor koda v roce 1998. Mají dva dvoutýdenní programy pro táborníky od 9 do 16 let.
- Camp Grizzly, který hostí týdenní program pro děti a dospívající koda
- KODAWest, což je týdenní tábor v jižní Kalifornii, konaný každoročně v létě pro táborníky ve věku 8 až 15 let, poradce ve výcviku (CIT) ve věku od 16 do 17 let a poradce ve věku od 18 let a starší.
- KODA MidWest, která se koná ve Wisconsinu a má několik sezení v rozmezí od 7 do 16 let, školících poradců (CIT) ve věku 17 let a poradců ve věku 18 a více let. Tento tábor nabízí tři sezení v létě se značnou rozmanitostí věku táborníků na každém sezení.

K dispozici je také organizace CODA v UK, Irsku, Hongkongu, Německu, Itálii a Francii.
Oddělení, které se zabývá výzkumem coda je i na Gallaudetově univerzitě.

## Situace CODA dětí v České republice
První setkání coda v České republice proběhlo dne 3. 5. 2008 v Praze. Zúčastnilo se ho celkem 14 osob a cílem tohoto setkání bylo seznámit přítomné s plánem Karla Redlicha založit občanské sdružení slyšících potomků neslyšících rodičů v České republice. Všichni přítomní myšlenku podpořili a postupně se začaly ujasňovat cíle a aktivity tohoto sdružení. 
V České republice tedy existuje občanské sdružení CODA – slyšící potomci neslyšících rodičů, o.s. (zkratka CODA, o. s.). Toto sdružení je registrováno na Ministerstvu vnitra České republiky ode dne 13.6.2008. Organizaci založil Karel Redlich, který má také neslyšící rodiče. Hlavní aktivity tohoto sdružení jsou: organizovat a pořádat setkání dospělých slyšících potomků neslyšících rodičů za účelem vzájemného sdílení svých zkušeností a „objevování“sebe samých; umožnit slyšícím dětem neslyšících rodičů, aby mohly poznat někoho, kdo je „stejný“ jako ony, kdo by jim sdělil, že jejich rodiče„jsou v pořádku“ a přiblížil jim i jejich jinakost; pořádat besedy s neslyšícími rodiči, kde by dospělí coda, na základě vlastní zkušenosti mohli přiblížit neslyšícím rodičům postavení jejich slyšících dětí v rodině; pořádat semináře a tematická setkání pro tlumočníky, příp.pořádat besedy se slyšícími rodiči neslyšících dětí, kde by coda mohli slyšícím rodičům pomoci uvědomit si, že hluchota nebrání člověku vést plnohodnotný život; apod. (Redlich, 2008).

## Coda-talk
Mezi slyšícími dětmi neslyšících rodičů existuje určitý způsob komunikace. Jedná se o nějaké mísení mluveného a znakového jazyka, které používají pouze mezi sebou. Tato směs nemá pevně stanovenou jazykovou strukturu, ale mezi jejími uživateli existuje vysoká shoda v jejím užívání a srozumitelnost při jejím používání v komunikaci
Název tohoto způsobu komunikace coda-talk (v překladu coda-hovořit) je odvozen od jeho uživatelů. Tento název tedy nepoukazuje na to, že by se jednalo o oficiálně stanovený způsob komunikace ve sdružení CODA ani na to, že tímto způsobem komunikuje většina jeho členů.
Tento způsob komunikace se ale setkává i s kritikou členů sdružení CODA. Říkají, že tato směs hyzdí znakový jazyk.

## Známí CODA
- Petr Pánek, tlumočník znakového jazyka
- Monika Boháčková, tlumočnice českého znakového jazyka
- Roman Vránek, tlumočník českého znakového jazyka a znakované češtiny
- Alexander Graham Bell, Jeho matka Eliza Grace Symonds Bell byla těžce nedoslýchavá a poté si vzal i svoji ženu Mabel Hubbart, která ohluchla v pěti letech.
- Charlie Babb, americký profesionální fotbalista pro Miami Dolphins (1972–1979) [6]
- Lon Chaney, americký herec vychovaný neslyšícími rodiči [7]
- Kambri Crews, americký komediální vypravěč a spisovatel, který do představení začleňuje znakový jazyk a jehož prarodiče jsou také neslyšící.
- Dennis Daugaard, guvernér Jižní Dakoty (2011–18)
- Louise Fletcherová, herečka American Academy Award – winning pro One Flyw Over the Cuckoo's Nest
- Edward Miner Gallaudet, zakladatel univerzity Gallaudet, syn Sophie Fowler Gallaudet a Thomas Hopkins Gallaudet, zakladatel americké školy pro neslyšící, první školy pro neslyšící v USA
- Robert Gibson, profesionální zápasník
- Richard Griffiths, anglický herec
- Richard E. Ladner, americký počítačový vědec známý pro jeho rozsáhlé příspěvky jak k teoretické počítačové vědě, tak k dostupné práci na počítači
- Stefan LeFors, bývalý kanadský fotbalový quarterback Winnipeg Blue Bombers a bývalý provozovatel vysílání pro jeho alma mater, University of Louisville
- Costel Pantilimon, brankář Nottingham Forest FC a rumunské fotbalové reprezentace
- Homer Thornberry, zástupce Spojených států z 10. kongresového okresu v Texasu od roku 1948 do roku 1963
- Jim Verraros, finalista American Idol, sezóna 1
- Francesco Antonioli, fotbalový brankář pro AS Řím a AC Milán
- Lim Eun-Kyeong, jihokorejská herečka ( Vzkříšení malé zápasnice, chování nulové / žádné chování )
- Keith Wann, americký herec komedie znakového jazyka a hostitel ASL Radio show
- Moshe Kasher, stand-up komik, spisovatel a herec.
- Jack Jason, dlouholetý tlumočník pro Marlee Matlin, producent, herec